# Зимова казка (мультфільм, 1981)
«Зимова казка» (рос. Зимняя сказка) — радянський мальований мультиплікаційний фільм за однойменною казкою Сергія Козлова, про те, як Їжачок всю зиму лікував Ведмедика після того, як той переїв снігу. Дата випуску: 1 грудня 1981 року.

## Сюжет
Настала зима. Весь ліс укрив снігом. Ведмедик так радів, що бігав і стрибав по кучугурах. «Краса!» — кричав він. — Це треба все з'їсти! Снігур сказав йому: «Ти навіщо ліг у сніг? Застудишся!» «Не-а, я б усе це з'їв. Всю цю красу. А знімання — і поспати можна буде!» — відповідало Ведмедик. І він купався в снігу, їв сніг і рахував сніжинки. А коли змерз, то побрів додому і заліз під ковдру на ліжко. Ведмедик лежав і йому здавалося, що він все кружляє разом зі сніжинками. "Я — сніжинка", — повторював він. Снігур полетів до Їжачка і сказав йому: «Твій друг Ведмедик об'ївся снігом». Їжачок тут же зібрав козуб і побіг до Ведмедика. Усю зиму він старанно доглядав хворого. Коли на вікні дзвінко закапали бурульки, Ведмедик одужав і прокинувся, але нічого не пам'ятав про свою хворобу. Ідучи додому, Їжачок сумно сказав: «Не пам'ятає. А сам усю зиму казав, що він сніжинка. І я так боявся, що він розтане до весни...»

## Творці
- Автор сценарію — Сергій Козлов
- Режисер — Юрій Бутирін
- Художник-постановник — Олександр Єлізаров
- Композитор — Віктор Купревич
- Оператор — Ігор Шкамарда
- Звукооператор — Віталій Азаровський
- Художники-мультиплікатори — Юрій Бутирін, Олександр Єлізаров, Ігор Самохін, Світлана Січкар
- Художники — Жанна Корякіна, Олександр Січкар, Олександр Брежнєв, Т. Великород, Ольга Кисельова, Наталія Дмитрієва
- Ролі озвучували — Клара Рум'янова, Георгій Бурков, Георгій Віцін
- Асистент режисера — Г. Чернікова
- Монтажер — Любов Георгієва
- Редактор — Є. Ходіна
- Директор — Л. Варенцова

## Міні-серіал
За словами Юрія Бутиріна, йому хотілося знімати дитячі мультфільми. Йому підходили на тему короткі дитячі казки Сергія Козлова з їхніми наскрізними персонажами. Бутирін планував зняти безліч епізодів, але після перших трьох («Трям! Здраствуйте!», «Зимова казка» та «Осінні кораблі») вдалося зняти лише останню стрічку «Дивовижна бочка», після чого Козлов, з якоїсь причини, охолодів до ідеї Бутиріна. У результаті вийшов міні-серіал, в якому кожна серія відповідала якійсь порі року.